# Cantonul La Courneuve
Cantonul La Courneuve este un canton din arondismentul Saint-Denis (Seine-Saint-Denis), departamentul Seine-Saint-Denis, regiunea Île-de-France, Franța.

## Comune
| Comune       | Populație (1999) | Cod poștal | Cod INSEE |
| ------------ | ---------------- | ---------- | --------- |
| La Courneuve | 39.859           | 93120      | 93027     |